# Tipula stylostena
Tipula stylostena är en tvåvingeart som beskrevs av Alexander 1961. Tipula stylostena ingår i släktet Tipula och familjen storharkrankar. Inga underarter finns listade i Catalogue of Life.